# Constance Faunt Le Roy Runcie
Constance Faunt Le Roy Runcie (ou Fauntleroy), née le 15 janvier 1836 et morte le 17 mai 1911, est une pianiste, femme de lettres et compositrice américaine.

## Biographie
Elle est née à Indianapolis, Indiana, petite-fille de l'industrielle réformateur gallois Robert Owen. Après la mort de son père, elle  étudie la composition et le piano en Allemagne de 1852 à 18661 puis rentre en Indiana.
Faunt Le Roy a été mariée au ministre James Runcie et a eu quatre enfants. Le couple a vécu à Saint-Joseph, dans le Missouri, où Constance Runcie a fondé un club de femmes pour le développement culturel de la région. Sa fille, Ellinor Dale Runcie, était aussi écrivain. Ses papiers sont conservés à la Missouri Western State University (en),.

## Œuvres
Constance Runcie est l'auteur de nouvelles, de pièces de théâtre et de compositions musicales.

### Œuvres littéraires
- The Burning Question non-fiction
- Divinely Led non-fiction
- Woman, an essay
- The Bab, a novel[3]

### Œuvres musicales
Elle a composé pour orchestre, orchestre de chambre et un certain nombre de chansons.
- Hear Us, Oh, Hear Us
- Round the Throne
- Silence of the Sea
- Merry Life
- Tone Poems
- Take My Soul, Oh Lord
- I Never Told Him
- Dover of Peace
- I Hold My Heart So Still
- My Spirit Rests[4]

## Source
- (en) Cet article est partiellement ou en totalité issu de l’article de Wikipédia en anglais intitulé « Constance Faunt Le Roy Runcie » (voir la liste des auteurs).